# Zosimus aeneus
Zosimus aeneus is een krabbensoort uit de familie Xanthidae. De wetenschappelijke naam werd gepubliceerd in 1758 door Carl Linnaeus in de tiende editie van Systema naturae.